# Sepp Maier
Josef Dieter »Sepp« Maier, nemški nogometaš, * 28. februar 1944, Metten, Nemčija.
Maier je vso svojo nogometno kariero branil za klub Bayern München, med letoma 1959 in 1962 v mladinskem moštvu, med letoma 1962 in 1979 pa v članskem moštvu. V tem času je za klub odigral 536 prvenstvenih tekem v nemški ligi. Med letoma 1966 in 1979 je odigral še vedno rekordnih 442 zaporednih prvenstvenih tekem. V letih 1969, 1972, 1973 in 1974 je s klubom osvojil naslov nemškega državnega prvaka, v letih 1966, 1967, 1969 in 1971 nemški pokal, v letih 1974, 1975 in 1976 pa Pokal državnih prvakov. V letih 1975, 1977 in 1978 je bil izbran za nemškega nogometaša leta.
Za zahodnonemško reprezentanco je odigral 95 uradnih tekem, od tega je nastopil na štirih svetovnih in dveh evropskih prvenstvih. Na svetovnih prvenstvih je z reprezentanco osvojil naslov svetovnega prvaka leta 1974, srebrno medaljo leta 1966 in bronasto leta 1970. Na evropskih prvenstvih pa je z reprezentanco osvojil naslov evropskega prvaka leta 1972 in srebrno medaljo leta 1976.